# Gemeindehaus der Kreuzkirche (Düsseldorf)
Das Gemeindehaus der Kreuzkirche befindet sich an der Pfalzstraße und der Collenbachstraße im Düsseldorfer Stadtteil Pempelfort, an der Stelle des früheren Collenbach’schen Gutes.

## Beschreibung
Die einzelnen Baukörper des Gemeindezentrums gruppieren sich um einen Innenhof, der durch ein Tor an der Collenbachstraße und durch eine Lücke an der Klever Straße betreten werden kann. Der Bau wurde von 1929 bis 1930 nach Plänen von Heinrich Rosskotten und Karl Wach im Stil des Neuen Bauens errichtet. Das Hauptgebäude mit Gemeindesaal ist ein flach abschließender Kubus. Der Kubus des Hauptbaus zeigt sieben hohe, schmalrechteckige Fenster. Die Form des Kubus betont die Horizontale. Das Untergeschoss ist mit dunklem Marmor verkleidet. Der Gemeindesaal im ersten Geschoss wurde ursprünglich über zwei breite Treppen von links und rechts erschlossen. Im Osten des Gemeindesaals befindet sich eine hohe Empore, die über einen sich anschließenden kleinen Saal erbaut wurde. Die Gemeindesaaldecke zeigt eine einfache Stufung. An der Westseite des Gemeindesaals befindet sich ein erhöhter Bühnenraum. Der Eingang zum Hauptbau wird durch drei Portale gebildet, die eine Marmoreinfassung zeigen.
Der Kubus ist durch einen zweistöckigen, sattelgedeckten Verbindungstrakt mit dem Kirchenbau verbunden. Der Verbindungstrakt zeigt eine Dachhöhe, die der des Kreuzkirchenchors angepasst ist. Über ein Tor im Verbindungstrakt ist der Innenhof zu betreten. Auf der rechten Seite des Hauptgebäudes befindet sich ein viergeschossiges Gebäude. Darin befinden sich Gruppenräume, Wohnungen und Büros.